# Tafelspitz (Film)
Tafelspitz ist eine Komödie des Regisseurs Xaver Schwarzenberger. Sie hatte ihre Erstaufführung am 18. September 1993 auf dem Filmfestival von San Sebastián. Deutscher Kinostart war am 28. April 1994.

## Handlung
Lilli ist eine talentierte Köchin, die das Handwerk von ihrer Mutter gelernt hat. Um etwas Neues zu erleben, geht sie als Aupairmädchen zu einer amerikanischen Familie nach Berlin. Der Chef ihres neuen Arbeitgebers wirbt sie jedoch sofort ab und lässt sie von seinem Butler William nach New York bringen, ohne sie jemals gesehen zu haben.
In New York lernt Lilli einen attraktiven Mann und seinen Hund kennen, ohne zu ahnen, dass es sich bei diesem Mann um ihren Chef handelt. Auch mit dem Butler verbindet sie mehr, als sie ahnt.

## Kritiken
„Ein komödiantisch-ausgelassenes Kinomärchen, dargeboten als fröhliche Kurzweil, die vor allem dank der vorzüglichen Darsteller und einiger ironischer Brüche sympathisch unterhält.“